# L'Arbre
Pour plus de détails, voir Fiche technique et Distribution.
L'Arbre (titre original anglais : The Tree) est un film franco-italo-australien réalisé par Julie Bertuccelli, sorti au cinéma en 2010. Sélectionné hors compétition au Festival de Cannes 2010, il est projeté en clôture du festival.

## Synopsis
Un père de famille meurt brutalement d'une crise cardiaque au volant de sa voiture qui finit sa course contre un figuier gigantesque. Simone, sa fille de 8 ans, est persuadée que son père s'est réincarné dans cet arbre et continue à lui parler.

## Fiche technique
- Titre : L'Arbre
- Titre original : The Tree
- Réalisation : Julie Bertuccelli
- Scénario : Julie Bertuccelli et Elizabeth J. Mars, d'après le roman Our Father Who Art in the Tree (en), de Judy Pascoe (en)
- Pays d'origine : France, Australie, Allemagne, Italie, États-Unis
- Production : Les Films du poisson, Screen Australia, Canal+, Arte France Cinéma, The Jim Henson Company
- Producteurs : Yaël Fogiel, Laetitia Gonzalez, Sue Taylor
- Directeur de la photographie : Nigel Bluck
- Monteur : François Gédigier
- Durée : 100 min
- Musique : Grégoire Hetzel
- Musique originale : Grégoire Hetzel
- Année de production : 2009
- Dates de sortie :
  - France : 11 août 2010
  - Belgique : 25 août 2010

## Distribution
- Charlotte Gainsbourg (V. F. : elle-même) : Dawn O'Neil
- Aden Young (V. F. : Farid Bentoumi)  : Peter O'Neil
- Morgana Davies (V. F. : Daphné Tarka) : Simone O'Neil, fille de Dawn et de Peter, âgée de 8 ans
- Marton Csokas (V. F. : Thibault de Montalembert) : George, plombier
- Christian Byers (V. F. : Pépin Mayette) : Tim, le fils aîné de Dawn
- Tom Russell (V. F. : Gaspard Cruvellier) : Lou
- Gillian Jones : Vonnie
- Penne Hackforth-Jones (V. F. : Frédérique Cantrel) : Mme Johnson
- Gabriel Gotting : Charlie
- Zoe Boe : Megan Lu

Source et légende : Version française (V. F.) selon le carton de doublage.

## Autour du film
- Un clin d'œil au roman Baron perché d'Italo Calvino, que Julie Bertuccelli n'a pas pu adapter, faute de droits : Tim, le frère aîné, demande à sa sœur cadette de descendre de l'arbre qu'elle ne veut pas quitter, en l'appelant « baronne ».
- Aux César 2011, le film a été nommé à trois reprises, dans les catégories meilleure actrice (Charlotte Gainsbourg), meilleure adaptation (Julie Bertuccelli) et meilleure musique (Grégoire Hetzel).

## Bande originale
La musique du film a été composée par Grégoire Hetzel. La bande originale  comporte les musiques suivantes :
1. "Weak" – Asaf Avidan & The Mojos (3:34)
2. "Wake" – Grégoire Hetzel (2:58)
3. "The Tree"  – Grégoire Hetzel (3:55)
4. Chœur de "Die Kriegsknechte aber" de la Passion selon saint Jean – Scholars Baroque Ensemble (1:26)
5. "Flying Foxes" – The Slippers (2:47)
6. "Speak to Me" – Grégoire Hetzel (2:55)
7. "Simone's Theme" – Grégoire Hetzel (3:18)
8. "The Roots" – Grégoire Hetzel (3:27)
9. "Shiver Shiver" – The Slippers (3:48)
10. "Under the Branches" – Grégoire Hetzel (3:55)
11. "Wounded Tree" – Grégoire Hetzel (3:13)
12. "To Build a Home" – The Cinematic Orchestra (6:12)
13. "Daydream" (Extra Track) – Grégoire Hetzel (8:45)